# Vollkommunalisierung
Unter Vollkommunalisierung versteht man eine Verwaltungsorganisation, bei welcher der Staat (im geographischen Geltungsbereich bestimmter Gebietskörperschaften) auf den Ausbau eines vollständigen Verwaltungsunterbaus auf einem bestimmten Gebiet der staatlichen Verwaltung durch Bildung eigener Unterbehörden verzichtet und an deren Stelle den betreffenden Gebietskörperschaften staatliche Verwaltungsaufgaben zur selbständigen Erledigung überträgt (→ übertragener Wirkungskreis); in Ländern, in denen nach dem monistischen Modell die Gemeinden alle Aufgaben der örtlichen Verwaltung innehaben, bedeutet Vollkommunalisierung den Verzicht des Landes auf Entzug von Aufgaben aus dem Bereich der gemeindlichen Selbstverwaltung. In der Regel wird die Vollkommunalisierung auf dem Gebiet der allgemeinen und inneren Verwaltung und der Bauverwaltung vorgenommen. Je nach Ausgestaltung behält sich der Staat insoweit, als er der Körperschaft Aufgaben übertragen hat, eine Fachaufsicht oder nur eine Rechtsaufsicht über die Verwaltungstätigkeit der Selbstverwaltungskörperschaft vor. 
Neben der Errichtung eigener Unterbehörden besteht als eine weitere Alternative zur Vollkommunalisierung das Modell der Organleihe. 

## Umsetzung
In den Ländern mit kreisfreien Städten ist eine Vollkommunalisierung für die kreisfreien Städte auf vielen Gebieten der Verwaltung (z. B. allgemeine  und innere Verwaltung, Baupolizei- und Baugenehmigungswesen) verwirklicht. Daneben unterhält der Staat auch eigene Unterbehörden für besondere Fachgebiete (z. B. Polizeibehörden, Finanzämter). 
Außerhalb der kreisfreien Städte sind je nach Bundesland unterschiedliche Wege eingeschlagen worden. Die meisten Bundesländer haben sich dafür entschieden, in den Landkreisen auf eine Vollkommunalisierung zu verzichten. Abgesehen von einigen Fachverwaltungen als eigenen staatlichen Unterbehörden, besteht aber ebenfalls keine eigene untere staatliche Verwaltung. Vielmehr bedient sich der Staat des Landrats (bzw. Landratsamtes), der ein Kreisorgan ist. Der Unterschied zur Vollkommunalisierung liegt darin begründet, dass hier der Landrat nicht als Kreisorgan staatliche Aufgaben zu selbständigen Erledigung übertragen bekommen hat, sondern als Vertreter des Staates tätig wird. Der Landrat übt hier eine Doppelfunktion als untere Staatsbehörde (Kreisverwaltungsbehörde) und als Kreisbehörde aus.  
Die Länder Niedersachsen, Saarland, Sachsen und Sachsen-Anhalt hingegen übertragen auf weiten Gebieten der Verwaltung staatliche Aufgaben auf die Landkreise zur eigenen Erledigung. Damit verwirklichen diese Bundesländer die Vollkommunalisierung auch in den Landkreisen. Das Landratsamt wird zu einem rein kommunalen Amt. 
Diese Organisationsform des Landratsamtes existiert in Niedersachsen auf Initiative der britischen Besatzungsmacht seit der Nachkriegszeit.
Die Großen Kreisstädte und sonstige Gemeinden mit Sonderstatus (z. B. die leistungsfähigen kreisangehörigen Gemeinden in Bayern), die in einigen Bundesländern neben den kreisfreien Städten vorhanden sind, nehmen einen Zwischenstand ein. Bei ihnen wird nur ein Ausschnitt der allgemeinen und inneren Verwaltung, der Bauverwaltung oder sonstiger Gebiete übertragen.

## Vorteile
- der Staat erspart sich den personellen und finanziellen Aufwand für die Errichtung und Unterhaltung eigener Unterbehörden (dieses Ziel lässt sich auch über die Organleihe erreichen)
- durch den Rückgriff auf bewährte örtliche Einrichtungen ist eine bürgernähere Verwaltung gewährleistet, die den Bürgern vertraut ist und auf die sie einen stärkeren demokratischen Einfluss ausüben können;
- die selbst für Fachleute oft schwierige Einteilung der Aufgaben des Landratsamtes in staatliche und kommunale Aufgaben und damit die Frage, inwieweit eine Zuständigkeit der demokratischen Gremien des Landkreises (Kreistag, Kreisausschuss, weitere Ausschüsse) besteht, entfällt. Je nach der Ausgestaltung der Vollkommunalisierung haben die Kreisgremien eine Richtlinienkompetenz oder sogar eine Rückholkompetenz auch für Verwaltungsvorgänge von weniger großer Bedeutung (Geschäfte der laufenden Verwaltung).

## Nachteile
Dadurch, dass bei einer Vollkommunalisierung zahlreiche kommunale Körperschaften selbständig die Gesetze vollziehen, ist die Einheitlichkeit der Verwaltungspraxis auf dem gesamten Staatsgebiet nicht mehr in demselben Maße gewährleistet, wie sie durch den Vollzug durch eine staatliche Verwaltung vorhanden wäre. 
Durch die Übertragung staatlicher Aufgaben auf die Kommunen sind die Kommunen mit Aufgaben belastet, die nicht Angelegenheit der örtlichen Gemeinschaft sind, sondern im gesamtstaatlichen Interesse stehen. Das erfordert einen zusätzlichen Verwaltungsaufwand, der die Pflege des eigenen Wirkungskreises je nach Leistungsfähigkeit der Kommune unter Umständen erschwert. Den Kommunen wird häufig die Möglichkeit geboten, Aufgaben des übertragenen Wirkungskreises im Wege kommunaler Zusammenarbeit wahrzunehmen (Verwaltungsgemeinschaften, Samtgemeinden).
Inwiefern dies wirklich einen Nachteil stellt, ist dabei umstritten: In solchen Bundesländern, in denen nach dem monistischen Modell die Gemeinden alle Aufgaben der örtlichen Verwaltung innehaben, ist die Wahrnehmung solcher Aufgaben, die im dualistischen Verständnis übertragene Aufgaben darstellen, der Normalfall. Zwar findet sich in diesen Bundesländern typischerweise eine nicht unerhebliche Ansichziehung einiger überörtlicher Aufgaben an die staatliche Verwaltung, doch nichtsdestoweniger lässt sich dort keine Überforderung der Gemeinden konstatieren. Deshalb wird dem obigen Argument entgegengebracht, dass eine erhebliche Kommunalisierung von Aufgaben für eine Gemeinde problemlos tragbar sei, solange sie mit der Zuweisung der nötigen Sach- und vor allem Personalmittel für die nunmehr von der Kommune wahrgenommenen Aufgaben einhergehe. Da mittlerweile alle Bundesländer das Konnexitätsprinzip in ihren Landesverfassungen verankert haben, kann auch keine Kommunalisierung ohne Bereitstellung der nötigen Mittel mehr erfolgen.